# Sarah LeFanu
Sarah Antoinette LeFanu (n. 6 de agosto de 1953) es una autora y académica escocesa.

## Biografía
Sarah Antoinette LeFanu nació en Aberdeen, Escocia. Trabajó como editora para Women's Press y dio clases sobre feminismo y ciencia ficción en el City Lit Centre de Londres.
LeFanu editó en 1985 el volumen Despatches from the Frontiers of the Female Mind y, en 1988, publicó In the Chinks of the World Machine: Feminism and Science Fiction, un análisis de escritores contemporáneos de ciencia ficción, especialmente mujeres. Entre las más destacadas se encuentran Suzy McKee Charnas, Ursula K. Le Guin, Joanna Russ y James Tiptree Jr. Al reseñar el volumen para Science Fiction Studies, Veronica Hollinger lo calificó como «detallado y abarcador, frecuentemente incisivo y siempre entretenido». En sus escritos, LeFanu sostenía que la ciencia ficción había ofrecido a las autoras una vía para superar las convenciones patriarcales de la ficción tradicional y, así, poder expresarse con voz propia.
LeFanu también escribió una biografía de Rose Macaulay, publicada en 2003. En 2020, publicó Something of Themselves, un libro biográfico sobre Arthur Conan Doyle, Mary Kingsley y Rudyard Kipling en Sudáfrica en 1900 durante la Guerra de los Bóeres. The Times Literary Supplement describió el libro como «una lectura fascinante, magníficamente escrita».